# شبیه‌ساز آموزش اپراتور
شبیه‌ساز آموزش اپراتور یک فناوری آموزشی رایانه محور است که فرایند صنعتی را با استفاده از سیستم دینامیکی شبیه‌سازی می‌کند.

## تکامل OTS
پیشرفت در توسعه، مواد آموزشی و آموزش، اساس هر برنامهٔ OTS خوب است. اگرچه فضای جدید به شرکت‌هایی برای تحویل برنامه‌های سنتی به طرق مختلف و کامل کردن اطلاعات سیستم‌های مدیریت یادگیری موجود نیاز دارد.

## شبیه‌سازهای آموزشی اپراتور در نیروگاه نوین
شبیه‌سازهای آموزشی اپراتور، مهارت اپراتور، کارایی نیروگاه و قابلیت اطیمینان را افزایش می‌دهد.
۴۰ درصد نیروی کار فعلی در برخی صنایع در پنج سال آتی بازنشست می‌شوند و مشکلات در جذب استعدادهای جدید را افزایش می‌دهند، لذا آموزش نوآورانه و راهکارهای گواهی نامه‌ای ضروری اند. امن نگه داشتن عملکرد نیروگاه‌ها، با عملکرد و قابلیت اطمینان مطلوب، شرکت‌ها را مجاب می‌کند که راه‌های تازه‌ای برای ارتقای مهارت اپراتورهایشان بیابند. این مقاله تعدادی از فناوری‌های نویدبخش را که در چند سال آینده به آموزش اپراتورها شکل می‌دهد را شرح می‌دهد.
مسئول عملیات مستقیماً بر امنیت، دسترسی و قابلیت اطمینان نیروگاه تأثیر می‌گذارد. افزایش خسارت و هزینه‌های مرتبط با اتفاقات مانند وقفه‌های برنامه‌ریزی نشده، حوادث و ازکارافتادگی از جمله فاکتورهایی هستند که پدید آمدن برنامه‌های جدید برای امنیت و کارایی بهتر را به پیش می‌برند. شبیه‌سازهای آموزشی اپراتور ابزارهایی کلیدی برای اینگونه ابتکارهاست. صنایع پردازشی، سیستم‌های شبیه‌ساز را برای آموزش کارمندان جدید و به منظور به روز کردن مهارت‌های مهندسان موجود و رسمی کردن و حفظ معلومات اپراتورهای باتجربه خریداری می‌کنند. اگرچه شبیه‌سازی دینامیکی و شبیه‌سازهای آموزشی اپراتور برای مدت طولانی در دسترس بوده است، تکنولوژی و برنامه‌ها با توجه به نیاز فزاینده مشتریان به بهبود آموزشی به تکامل ادامه داده‌اند. اکنون شرکت‌ها در حال تحقیق در این سه زمینه‌اند: تکامل سیستم‌های OTS برای برنامه‌های آموزشی شرکت‌های معمولی، اجرای OTS در محیط واقعی برای جلوگیری از تداخل در جدول زمانی پروژه‌ها؛ و افزودن امکان واقعیت سه بعدی برای کاهش هزینه‌های آموزشی و بهبود امنیت.